# Chomelia pringlei
Chomelia pringlei är en måreväxtart som beskrevs av Sereno Watson. Chomelia pringlei ingår i släktet Chomelia och familjen måreväxter. Inga underarter finns listade i Catalogue of Life.